# وایرکارد

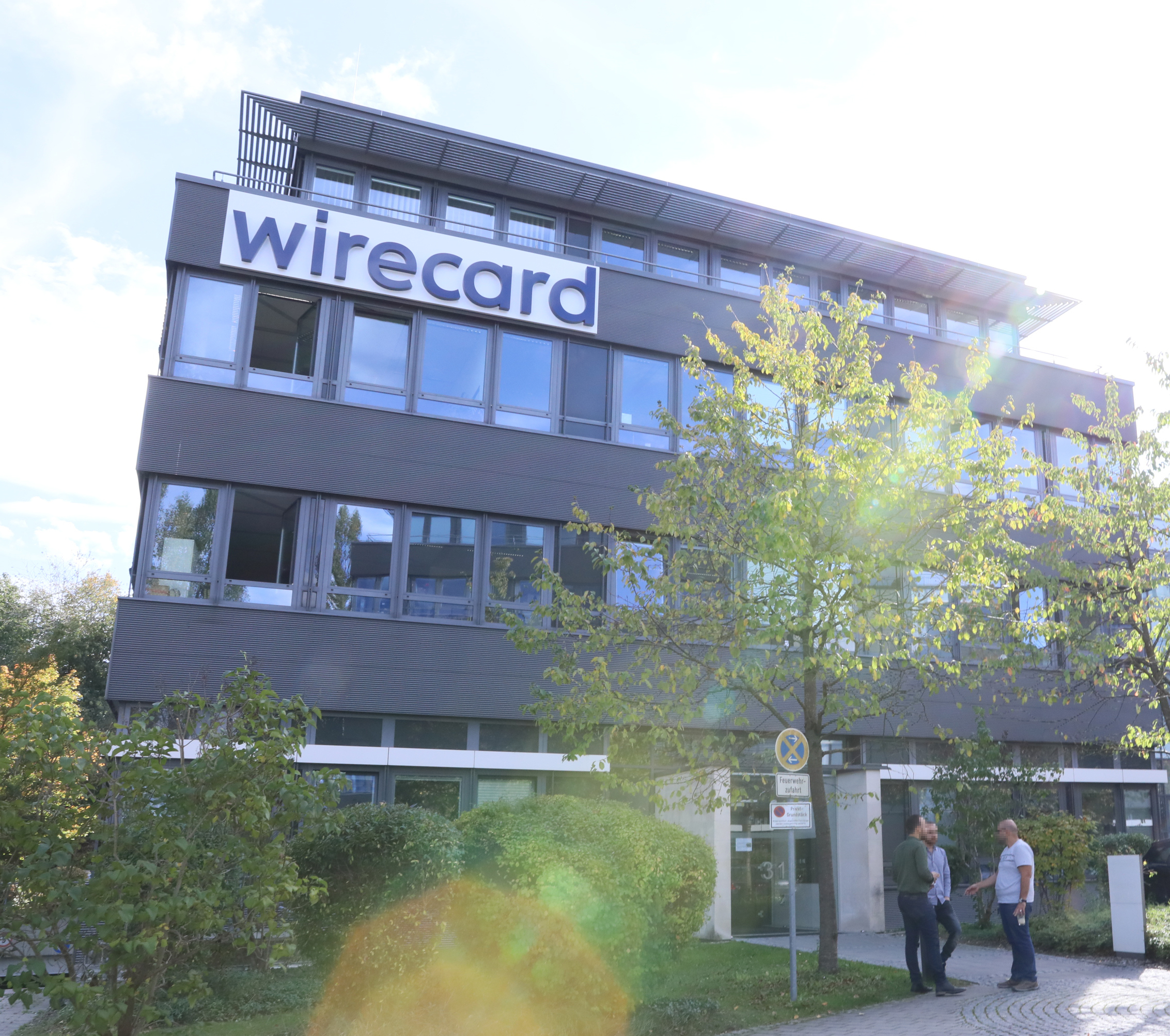
المقر الرئيسي لشركة Wirecard AG في Aschheim (بالقرب من ميونيخ)، 2019

Wirecard AG هو معالج دفع ألماني وموفر خدمات مالية كان مدرجًا في بورصة فرانكفورت كجزء من مؤشر DAX، ويقع مقره الرئيسي في أشهيم، في منطقة ميونيخ. تقدم الشركة لعملائها خدمات معاملات الدفع الإلكتروني وإدارة المخاطر، وكذلك إصدار ومعالجة البطاقات المادية. في يونيو 2020، أعلنت شركة Wirecard AG عن فقد 1.9 مليار يورو نقدًا. بدأ تحقيق جنائي في 22 يونيو 2020  وتم القبض على الرئيس التنفيذي للشركة المستقيل مؤخرًا، ماركوس براون، في نفس اليوم.
في 25 يونيو 2020، قدم Wirecard طلبًا للإعسار  ، لكنه استمر في العمليات التجارية.
Wirecard Card Solutions Ltd. (WDCS) هي شركة فرعية يقع مقرها الرئيسي في نيوكاسل أبون تاين، المملكة المتحدة، مع ترخيص النقود الإلكترونية الذي يسمح لها بإصدار بطاقات افتراضية. وقد وفرت العديد من تطبيقات الدفع عبر الهاتف المحمول وتطبيق الدفع عبر الهاتف المحمول الخاص بـ Wirecard . في 26 يونيو 2020، جمدت هيئة السلوك المالي البريطانية أنشطتها  
تمتلك شركة Wirecard Bank AG التابعة رخصة مصرفية ألمانية، بالإضافة إلى التراخيص من فيزا وماستر كارد. علاوة على ذلك، لديها عقود مع أمريكان إكسبرس و Discover / Diners وJCB وأليباي ووي شات بي وأبل بي ويونيون باي وغيرها.
في مارس 2017، استحوذت Wirecard على خدمات بطاقة سيتي غروب المدفوعة مسبقًا  وأنشأت وايركارد أمريكا الشمالية ، حيث أدخلت تكنولوجيا الإنترنت الخاصة بها، وأصدرت خدمات وتطبيقات الدفع عبر القنوات المتعددة إلى السوق الأمريكية.
في يناير 2020، أعلن وايركارد أنه سيتم تمديد عقد الرئيس التنفيذي ماركوس براون. وفي أبريل وجد مدقق حسابات ممارسات محاسبية مشكوك فيها.
في يونيو 2020، مع الكشف عن أن 1.9 مليار يورو «مفقود»، وانهيار سعر السهم، تنحى الرئيس التنفيذي لشركة وايركارد براون من منصبه على الفور.
عين وايركارد جيمس فريس بشكل مؤقت. وذكر مجلس الإدارة أنه من المحتمل عدم وجود مبلغ 1.9 مليار يورو. تم تخفيض التصنيف الائتماني للشركة إلى B3 في 19 يونيو 2020 قبل إزالة هذا التصنيف بالكامل بعد 3 أيام.

## التاريخ
تأسست الشركة عام 1999. وفي عام 2002، عندما كان على وشك طيو نهاية فقاعة الإنترنت، انضم ماركوس براون للشركة وشغل منصب الرئيس التنفيذي. عزز الشركة وركز نموذج الأعمال على توفير خدمات الدفع عبر الإنترنت، بشكل أساسي في المواقع الإباحية والمقامرة.

## الجوائز
في عام 2018، فاز وايركارد بجائزتين في جمعية المدفوعات الناشئة: أفضل مبادرة اجتماعية أو مبادرة خيرية

## الإفلاس
في يونيو 2020، أعلن Wirecard أن 1.9 يورو   فقد مليار من النقد، مما أدى إلى انهيار سعر سهمهم. وفقًا لـ إرنست ويونغ، حاول أحد أمناء وايركارد «خداع المدقق»، مما أدى إلى عدم قدرة المعالج المصرفي على نشر نتائج الأسهم لعام 2019. وفي بيان، أعلن وايركارد أنه «يعمل بشكل مكثف مع المدقق من أجل توضيح الوضع». قال مصرفان في الفلبين، زُعم أنهما يحتفظان بالمال، إنهما لم يحصلا على المبلغ ولم يملكاه. ونتيجة لذلك، انخفضت قيمة سهم واير كارد بأكثر من 72 ٪، مما أدى إلى استقالة الرئيس التنفيذي ماركوس براون من المنصب بأثر فوري. في 25 يونيو، قدم وايركارد طلبًا للإفلاس بحجة «الإفراط في المديونية».  

## منتجات وخدمات
وايركارد هو مورد دولي لخدمات الدفع الإلكتروني وإدارة المخاطر. تقدم واير كارد المنتجات والخدمات في مجالات الدفع عبر الهاتف المحمول والتجارة الإلكترونية والرقمنة وتكنولوجيا التمويل. يتضمن هذا بشكل تقليدي دمج طرق الدفع ومعاملات الدفع عبر التجارة الإلكترونية بالإضافة إلى معاملات الدفع في الدفع الثابت (نقطة البيع). في هذه المجالات، يعمل وايركارد حاليًا بالتعاون مع 280.000 شركة (اعتبارًا من ديسمبر 2018)،  بما في ذلك أليانز،  الخطوط الجوية الملكية الهولندية، الخطوط الجوية القطرية،  وهيئة النقل فب لندن. بلغ حجم المعاملات في 2018 125 مليار دولار أمريكي.  في النصف الأول من عام 2019، نما حجم المعاملات بنسبة 37.5 بالمائة ليصل إلى 77.3 مليار يورو.

## البيانات المالية
البيانات المالية بملايين اليورو 
| عام        | 2013  | 2014  | 2015  | 2016  | 2017  | 2018  |
| ---------- | ----- | ----- | ----- | ----- | ----- | ----- |
| إيرادات    | 482   | 601   | 771   | 1,028 | 1,490 | 2,016 |
| صافي الدخل | 83    | 108   | 143   | 267   | 260   | 347   |
| الأصول     | 1,431 | 1,995 | 2,935 | 3,482 | 4528  | 5855  |
| الموظفين   | 1,025 | 1,750 | 2,300 | 3,766 | 4449  | 5,300 |

أعلن Wirecard في 22 يونيو 2020 أن البيانات المالية للسنوات السابقة قد تكون غير صحيحة.

## قائمة الشركات
وايركارد هي شركة عالمية تأسست في عام 1999، وتعمل في جميع القارات في جميع أنحاء العالم منذ عام 2017.
دخلت السوق الأمريكية في عام 2017 بعد الانتهاء من الاستحواذ على Citi Prepaid Services. استحوذت وايردكارد على شركة MOIP البرازيلية في عام 2016. في العام السابق، في عام 2015، دخلت السوق الهندية من خلال الاستحواذ على أعمال الدفع الخاصة بمجموعة Great Indian Retail Group. تعمل Wirecard على تعزيز عملياتها في منطقة آسيا والمحيط الهادئ والشرق الأوسط وأفريقيا منذ عام 2014.    
انظر أدناه قائمة ببعض شركات Wirecard الفرعية (غير كاملة):
| شركة تابعة                                             | مدينة             | بلد                             |
| ------------------------------------------------------ | ----------------- | ------------------------------- |
| Wirecard Bank AG                                       | Aschheim          | ألمانيا                         |
| Wirecard Technologies GmbH                             | Aschheim          | ألمانيا                         |
| Wirecard Retail Services GmbH                          | Aschheim          | ألمانيا                         |
| Wirecard Global Sales GmbH                             | Aschheim          | ألمانيا                         |
| Wirecard Communication Services GmbH                   | لايبزيغ           | ألمانيا                         |
| تقنيات Wirecard إندونيسيا                              | جاكرتا            | إندونيسيا                       |
| حلول بطاقة Wirecard المحدودة                           | نيوكاسل أبون تاين | المملكة المتحدة                 |
| Wirecard Central Eastern Europe GmbH                   | غراتس             | النمسا                          |
| Wirecard SA                                            | بوخارست           | رومانيا                         |
| Wirecard Ödeme ve Elektronik Para Hizmetleri A. س.     | اسطنبول           | تركيا                           |
| Wirecard Processing FZ LLC                             | دبي               | الإمارات العربية المتحدة        |
| Wirecard Singapore Pte Ltd                             | سنغافورة          | سنغافورة                        |
| حلول الدفع Wirecard ماليزيا شبكة التنمية المستدامة Bhd | كوالا لامبور      | ماليزيا                         |
| Wirecard الهند الخاصة المحدودة                         | تشيناي            | الهند                           |
| Wirecard NZ Limited                                    | أوكلاند           | نيوزيلندا                       |
| Wirecard هونج كونج المحدودة                            | هونج كونج         | منطقة هونغ كونغ الإدارية الخاصة |
| Wirecard Africa Holdings Proprietary Ltd               | كيب تاون          | جنوب أفريقيا                    |
| Wirecard Brasil SA                                     | ساو باولو         | البرازيل                        |
| شركة Wirecard North America Inc.                       | Conshohocken      | الولايات المتحدة الأمريكية      |
| Wirecard المملكة المتحدة وأيرلندا                      | دبلن              | أيرلندا                         |
| Wirecard أستراليا A&I Pty Ltd                          | ملبورن            | أستراليا                        |